# Ходжа-Дурбад
Ходжа-Дурбад (тадж. Хоҷа-Дурбад) — село в Хатлонской области Республики Таджикистан. 
Входит в состав джамоата (сельской общины) им. Талбака Садриддинова Шахритусского района.
Находится на расстоянии 12 км от райцентра (пгт. Шахритус) и 6 км от центра джамоата (село Лолазор).
Прежнее название — Тоштепа. 
Население — 1204 чел. (2017).